# ألين إل. براون
ألين إل. براون (بالإنجليزية: Allyn L. Brown)‏ هو قاضي ومحامي أمريكي، ولد في 26 أكتوبر 1883 في نورويتش في الولايات المتحدة، وتوفي في 22 أكتوبر 1973.